# Atlantis (Canción)
«Atlantis» es una canción de la artista británica Ellie Goulding perteneciente a su segundo álbum de estudio,  Halcyon (2012). Esta canción fue compuesta por Goulding y Jim Eliot, y es la pista número 11 dentro de la versión simple del álbum.

## Trasfondo
«Atlantis» se la entiende como la canción más celestial y gloriosamente desgarradora de Halcyon. Esto fue afirmado por Goulding en la revista Billboard, luego del lanzamiento de dicho álbum el 9 de octubre. Describe la soledad y pérdida de algo extremadamente importante en la vida de la artista, representada con un coro orquestal, bajo un verso resonante en el estribillo 'Where did you go?' (¿A dónde fuiste?), el cual es constantemente reiterado y escoltado con un fondo de voces angelicales, y un ritmo progresivo. Es la canción más sobrepasada de energía de todo el álbum.

## Lista de canciones
| Descarga Digital |            |          |  |
| N.º              | Título     | Duración |  |
| 11.              | «Atlantis» | 3:53     |  |

## Lanzamiento
| País           | Fecha                | Discográfica | Formato          |
| -------------- | -------------------- | ------------ | ---------------- |
| Reino Unido    | 8 de octubre de 2012 | Polydor      | Descarga digital |
| Estados Unidos | 9 de octubre de 2012 | Polydor      | Descarga digital |